# شمة حمدان
شما حمدان (28 أبريل 1994)، مغنية إماراتية شابة اتقنت العزف على الآلات الموسيقية خاصة الوترية مثل الجيتار والعود مع الغناء ووصلت إلى المركز الثاني في برنامج المواهب أرابز غوت تالنت في موسمه الثاني

## عن حياتها
ولدت في دبي بالإمارات العربية المتحدة، من أبوين كلاهما إماراتيان والدها هو حمدان الرئيسي ووالدتها هي منيرة صفر وهي من أشرفت على موهبتها منذ أن كانت بالثامنة من عمرها حيث قامت بتعليمها على العزف وبالفعل أصبحت ماهرة بالعزف، وكانت بدايتها فنياً عبر موقع اليوتيوب.

### حياتها الفنية
بدايتها كانت عندما كانت تعزف على آلة البيانو والغيتار حيث أنها تعزف منذ أن كانت بالثامنة من عمرها، ظهرت بالبداية في اليوتيوب بعد تحميل مقاطع خاصة بها بينما تقوم بالغناء، ثم اشتركت في برنامج مواهب العرب أرابز غوت تالنت بموسمه الثاني بعام 2011 وعرضت الحلقة في 11 مايو 2012 وحققت من بعد تلك الحلقة شهرة الخليج والعالم العربي وبعد ذلك وصلت إلى النهائيات وحصلت في النهاية على المركز الثاني وذلك بعد فوز «فرقة خواطر الظلام» في 29 يونيو من نفس العام، وبعد ذلك طرحت أغنية «يتامي» ثم «وش كنت بأقول» حقق كلاهما نجاح وثم وصلت في المجال الفني، وقد لقبت من قبل معجبينها بسفيرة الطفولة.

بمناسبة فوز مدينة دبي (الإمارات العربية المتحدة) باستضافة إكسبو 2020 (معرض إكسبو الدولي)، تم إستدعاؤها المتحصلة على المركز الثاني في نهائي الموسم الثاني من أرابز غوت تالنت للغناء عن دبي والإمارات في افتتاحية الأسبوع السادس من نصف نهائيات الموسم الثالث لأرابز غوت تالنت.

## أعمالها

### الحفلات
- حفل درة العروس بجدة، ضمن فعاليات موسم جدة الغنائية أحيت شما حمدان والفنان العراقي سيف نبيل حفلاً غنائياً، وذلك في منتجع درة العروس بجدة مساء 17 يوليو 2019 برعاية الهيئة العامة للترفيه ومواسم السعودية والهيئة العامة للثقافة ومن تنظيم شركة بنش مارك. تغنت شما حمدان الأعمال التالية: «الحب الصحيح»، «أجر وعافية»، «عاندت فيك»، «عطني من وقتك دقيقة»، «واسع خيالك». اختتمت فقرتها الغنائية بأغنية «أنت الملك» التي وجهت كلماتها لملك السعودية سلمان بن عبد العزيز.[2]

### الأغاني المنفردة
- 2012: يتامى.
- 2012: وش كنت باقول.
- 2013: حبيب الصيف.
- 2013: كان.
- 2013: مقدمة مسلسل جمعة أهل.
- 2013: أنا أنا.
- 2013: تاج البلادين
- 2014: اجر وعافية.
- 2014: مقدمة مسلسل قبل الأوان
- 2014: ليش تسأل
- 2014: دير بالك
- 2015: حبيبي مو رومانسي
- 2015: بمزاجي
- 2015: عاندت فيك
- 2016: افكر فيك
- 2016: معجبة
- 2016: اتنفس بلادي
- 2017: نحن هنا
- 2017: ابي افهم
- 2017: لما أحب
- 2017: أنا المغرور
- 2017: ما يتوب
  - 2017: تمتّع
- 2018: الحلا صوبك
- 2019: الله لا يسامحك
- 2019: أبعرف ليه
- 2019: كثير اشياء
- 2019: حلال وحرام

### الاغاني المشتركة (الدويتو)
- أم الإمارات: مع فايز السعيد
- حصنتك يا وطن: مع فايز السعيد
- إكسبو 2020: مع سال
- حاول تعيش: مع بدر الشعيبي
- اخر كلام: مع سيف نبيل

## روابط خارجية
- شمة حمدان على موقع ميوزك برينز (الإنجليزية)